# Сан-Марино на літніх Олімпійських іграх 1980
Сан-Марино брало участь у Літніх Олімпійських іграх 1980 року у Москві (СРСР), але не завоювало жодної медалі. Частково приєднавшись до оголошеному Сполученими Штатами бойкоту Московської Олімпіади, команда Сан-Марино виступала не під національним прапором, а під олімпійським.

## Результати змагань

### Важка атлетика
- Серджіо Де Лука
Легка вагова категорія: 20-е місце

### Дзюдо
- Альберто Франчіні
Суперлегка вага: 19-е місце

- Френк Касадей
Середня вага: 13-е місце

### Легка атлетика
- Стефано Касалі
Спортивна ходьба, 20 км: 24-е місце

### Велоспорт
- Мауріціо Касадей
Шосейні перегони: ??

- Роберто Томассіні
Шосейні перегони: ??

### Стрільба
- Роберто Томассіні
Швидкий пістолет: 36-е місце

- Бруно Моррі
Швидкий пістолет: 37-е місце

- Джанфранко Джарді
Пістолет: 30-е місце

- Елісео Паоліні
Пістолет: 31-е місце

- Франческо Нанні
Дрібнокаліберна гвинтівка, три положення: 36-е місце

- Паскаль Ращі
Дрібнокаліберна гвинтівка, три положення: 37-е місце

- П'єр Паоло Таддей
Дрібнокаліберна гвинтівка у положенні лежачи: 48-е місце

- Альфредо Пелліччіоні
Дрібнокаліберна гвинтівка у положенні лежачи: 52-е місце

- Лео Франчіосі
Трап: 22-е місце

- Еліо Ґаспероні
Трап: 22-е місце